# Византијска војска (Комнени)
Византијска војска династије Комнина (1081-1185) подразумева оружане снаге Византијског царства од реформи цара Алексија I (1081-1118) до пада династије Комнина 1185. Војска Комнина, заснована на приватним одредима војног племства - пронијара и страних најамника одбила је нападе Турака Селџука у Малој Азији и Бугара и Мађара на Балкану, извевши последњу велику експанзију Византије у 12. веку. Пад династије Комнина био је изазван територијалним опадањем Царства после битке код Мириокефалона (1176), док је војска већином распуштена током владе цивилног племства (1185-1204), што је кулминирало падом Цариграда и латинском окупацијом Царства у Четвртом крсташком рату. 

## Позадина
Спољнополитичке последице кризе Византијског царства која је почела смрћу Василија II (1025), а завршила се доласком на престо Алексија I Комнина (1081-1118), биле су слом Византијске власти у Малој Азији, губитак византијских поседа у Италији и осетно слабљење византијског ауторитета на Балкану. Мала Азија пала је у руке Турака Селџука после битке код Манцикерта (1071), провинције на Балкану биле су угрожене од Срба и Печенега, а јужну Италију освојили су Нормани (1072), који су 1081. прешли на Балкан и заузели Драч. На унутрашњем плану, овај период довео је до распада дотадашњег економско-социјалног поретка Византијског царства, укључујући и тематски систем на коме је почивала одбрана државе. Рад на обнови државе морао је Алексије I да постави на нове основе, и нови чиниоци постали су носиоци система који је он створио.
Његови напори имали су само делимичан и привремен успех. Царство се и у 7. веку већ једном нашло на ивици пропасти, када је спашено Ираклијевим реформама и стварањем тематског система, али тада је Царство располагало неистрошеним снагама, пошто се Мала Азија, језгро Царства, одржала кроз све кризе и ратове. Сада су, међутим, унутрашње снаге Царства биле исцрпене, јер је тематски систем заснован на слободном сељаштву био постепено напуштен, а слободни сељаци који су чинили основу византијске војске у неколико генерација су изгубили земљу и постали зависни парици на поседима властеле. Византијска војска спала је на мали број професионалаца ојачан контингентима страних најамника, који су напустили Царство у тренутку кризе, па је Мала Азија напуштена готово без отпора. Реокупација Мале Азије у доба Комнина остала је половична, а превласт на мору Византинци су управо у доба Комнина коначно изгубили. Хегемонију на мору извојевале су, и у економском и у стратегијском погледу, италијанске градске републике, Венеција, Ђенова и Пиза, и то је историјски најзначајнија прекретница ове епохе: изгубивши превласт у поморској трговини, Византији је недостајала економска снага за трајну обнову.

## Најамници и савезници
Алексије I Комнин (981-118) је ступио на власт у критичној ситуацији: државна благајна била је празна, војска упропашћена, а са свих страна су наваљивали непријатељи: Нормани, Печенези, Селџуци. Пошто је цела Мала Азија већ била изгубљена, цар је склопио мир са султаном Сулејманом, прогласивши турске освајаче за византијске федерате. Све снаге државе усмерене су на одбрану од Нормана, који су после освајања Драча (1081) пустошили по Грчкој и претили Солуну и Цариграду. Без довољно војске, без новца, цар је морао да прекује у новац црквене судове како би платио војску, која се састојала углавном од страних најамника, већином Енглеза, заклетих непријатеља Нормана, док је млетачка флота пресекла снабдевање норманским војскама и већ следеће године (1082) приморала их на повлачење са Балкана.
Помоћ Млетачке републике Византија је платила трајним уступцима, који су дугорочно гледано упропастили византијску трговину и предали је у руке странаца: уговором од маја 1082. Млечани су ослобођени царине на целој територији Царства, добили су сопствену четврт у Цариграду и пристаништа у Галати. Млетачка република постала је од тог тренутка пресудан чинилац у економском и политичком животу Византијског царства.